# Rolf Beiderbeck
Rolf Beiderbeck (* 1941 in Wuppertal) ist ein deutscher Pflanzenbiologe und Hochschullehrer.
Beiderbeck wuchs in Wuppertal-Barmen auf und legte 1961 am städtischen mathematisch-naturwissenschaftlichen Carl-Duisberg-Gymnasium die Reifeprüfung ab.
Er studierte Biologie an den Universitäten in Köln und Tübingen und promovierte 1968 mit einer Arbeit „Zur Frage DNA-assoziierter RNA in Zellen der Grünalge Chlorella“. Einer Wissenschaftlichen Assistenz an der Ruprecht-Karls-Universität in Heidelberg folgten Postdoctoral Fellowships an der Northwestern University in Evanston, Illinois und der University of California in Berkeley. 1974 habilitierte er sich im Fach Botanik an der Universität Heidelberg. Seit 1977 hatte er dort eine Professur für Botanik inne. 2004 wurde er emeritiert.
Seine Arbeitsfelder umfassten Pflanzen-Tumoren, Zellkulturen und Pflanzengallen.